# Стале Попов (награда)
„Стале Попов“ (на македонска литературна норма: Стале Попов) е годишна литературна награда, присъждана от Дружеството на писателите на Македония за най-добра книга в областта на прозата на писатели от Република Северна Македония, издадена през предходната година.

## История
Наградата е учредена през 1975 г. от Дружеството на писателите на Македония. Носи името на един от най-големите сверномакедонски писатели – Стале Попов.
По традиция се присъжда заедно с останалите три награди на Дружеството на писателите на Македония на 13 февруари всяка година в деня на основаването на дружеството.

## Носители на наградата
- 1987 – Паскал Гилевски
- 2004 – Лидия Димковска, за „Скриена камера“[2]
- 2007 – Блаже Миневски, за „Нишан“[3]
- 2008 – Влада Урошевич, за „Невестата на змејот“[4]
- 2009 – Димитър Пандев, за „Пропатување низ приказните“[5]
- 2011 – Петре Димовски, за „Бродови“[6]
- 2012 – Лидия Димковска, за „Резервен живот“[7]
- 2013 – Венко Андоновски, за „Ќерката на математичарот“[8]
- 2014 – Божин Павловски, за „Рогот на љубовта“[9]
- 2015 – Оливера Николова, за „Кадифената покривка“[10]
- 2016 – Лиляна Пандева, за „Доилката“[11]
- 2017 – Ягода Михайловска-Георгиева, за „Манастир Фуентерабија“[12]
- 2018 – Влада Урошевич, за „Маџун“[13]
- 2019 – Йован Стрезовски, за „Чувар на тајни“[14]
- 2020 – Владимир Плавевски, за „Боксерот од Ново маало“[15]